# Erna Putz

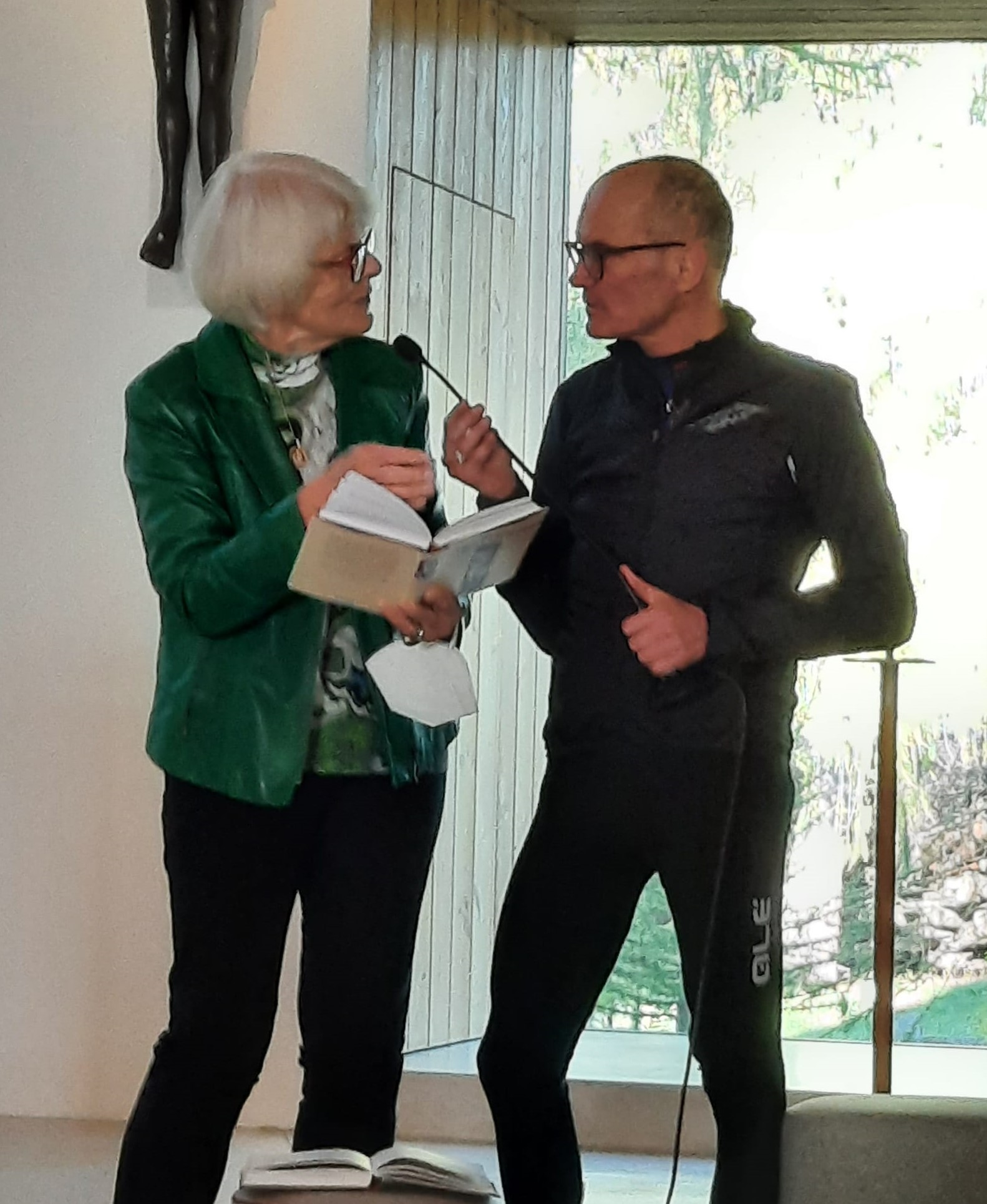
Erna Putz bei einer Buchvorstellung in Lichtenstern am Ritten, interviewt von Hannes Obermair, 2021

Erna Putz (* 1946 in Ohlsdorf, Oberösterreich) ist eine österreichische römisch-katholische Theologin und Biographin von Franz Jägerstätter.
Erna Putz war Religionslehrerin und Journalistin, bevor sie den Pfarrhaushalt in Ostermiething übernahm. Seit 1983 organisiert sie am 9. August, dem Todestag von Franz Jägerstätter, in Ostermiething und St. Radegund ein Jägerstätter-Seminar und -Gedenken. Seit Dezember 2013 ist sie Komturdame des  Päpstlichen Ordens vom Hl. Silvester.

## Veröffentlichungen
- Franz Jägerstätter: „… besser die Hände als der Wille gefesselt…“. Veritas, Linz/Wien 1985, ISBN 3-85329-501-0.
Dieses Buch diente als Grundlage für die Oper Franz Jägerstätter.
- Gefängnisbriefe und Aufzeichnungen. Franz Jägerstätter verweigert 1943 den Wehrdienst. Veritas, Linz/Passau 1987, ISBN 3-85329-578-9.
- Against the stream, Franz Jägerstätter: the man who refused to fight for Hitler. Übersetzt von Michael Duggan. Anglican Pacifist Fellowship, London 1996, ISBN 1-872370-25-X.
- Liebe Franziska! Lieber Franz! Junge Briefe an die Jägerstätters (mit Thomas Schlager-Weidinger). Wagner Verlag, Linz 2008, ISBN 978-3-902330-30-7.